# Medalha DECHEMA
A Medalha DECHEMA (em alemão:  DECHEMA-Medaille) por realizações notáveis no campo dos aparelhos químicos e por um compromisso especial no campo da tecnologia química foi criada em 1951 por ocasião do 25º aniversário da DECHEMA (Gesellschaft für Chemische Technik und Biotechnologie e.V.).

## Recipientes
- 1951 Emil Kirschbaum, trabalhos pioneiros no campo da tecnologia de destilação; o Instituto de Engenharia de Processos Térmicos do Instituto de Tecnologia de Karlsruhe, dirigido então por ele, é considerado uma das células germinativas da engenharia de processos científicos na Alemanha
- 1951 Bruno Lange, inventor da fotocélula de selênio (1931) e fundador da Dr. Bruno Lange GmbH (hoje parte da Hach Lange GmbH)
- 1951 Matthias Pier, conhecido por trabalhos na liquefação do carvão e síntese do metanol
- 1951 Erich Rabald, pesquisador de materiais e editor das tabelas de materiais DECHEMA
- 1952 Rudolf Plank, conhecido por seu trabalho fundamental no campo da engenharia de processo e reação
- 1952 Walter Reppe, conhecido por suas contribuições significativas para a química do acetileno e engenharia de processo (BASF)
- 1953 Hans Broche, diretor de mina
- 1953 Karl Eymann, engenheiro e diretor da IG Farbenindustrie AG (BASF)
- 1954 Ernst Kuss, conhecido por suas contribuições significativas para a metalurgia úmida
- 1954 Friedrich Uhde, conhecido por suas contribuições para a construção de máquinas e aparelhos; Fundador da ThyssenKrupp Uhde Friedrich Uhde AG
- 1955 Friedrich Jähne, 1959, 1962 Medalha de Mérito Bayer, Senador Honorário da Universidade Técnica de Munique, Cruz de Mérito da República Federal da Alemanha
- 1955 Hans Kühne, diretor geral aposentado, senador honorário; trabalhos inovadores em química inorgânica
- 1956 Adolf Johannsen, Instituto de Química da Universidade de Hamburgo
- 1956 Friedrich August Oetken, diretor administrativo das empresas Lurgi
- 1958 Herbert Bretschneider, conhecido por sua pesquisa básica na construção de caldeiras de pressão e vapor
- 1958 Heinrich Canzler, senador honorário, proprietário da empresa Carl Canzler, construção de máquinas e aparelhos, Düren
- 1961 Kurt Rieß, gerente da fábrica em Dormagen, membro do conselho da Bayer
- 1961 Erich Schott, empresário alemão, diretor administrativo da Schott AG, fundada por seu pai Otto Schott
- 1964 Paul Baumann, diretor administrativo e membro do conselho da Chemiepark Marl
- 1964 Siegfried Kiesskalt, fundador do "Instituto de Pesquisa para Engenharia de Processos" na RWTH Aachen
- 1967 Ernst Schmidt, conhecido como termodinamicista técnico, inventou o papel-alumínio e o medidor de fluxo de calor, entre outras coisas; o número de Schmidt (Sc), que indica a relação entre o transporte de material convectivo e difusivo, leva seu nome
- 1967 Carl Wulff, ex-diretor administrativo da Henkel & Cie. GmbH e Persil Gesellschaft mbH
- 1970 Wilhelm Biedenkopf, membro do conselho da Dynamit Nobel AG em Troisdorf
- 1970 Hellmuth Fischer, conhecido por seus trabalhos sobre os fundamentos da eletroquímica, corrosão e proteção contra corrosão
- 1973 Wilhelm Jost, conhecido por suas contribuições para a físico-química, especialmente a difusão em sólidos; termodinâmica; destilação; cinética da reação; combustão
- 1973 Walter Ludewig, senador honorário; ex-membro do conselho de administração da BASF Ludwigshafen
- 1976 August Guyer, ex-professor de tecnologia química na ETH Zürich
- 1976 Hans Rumpf, conhecido por suas contribuições no campo da engenharia de processos mecânicos
- 1976 Ewald Wicke, ex-diretor do Instituto Físico-Químico da Universidade de Münster
- 1979 Herbert Kölbel, ex-reitor da Universidade Técnica de Berlim
- 1979 Erich Karl Todtenhaupt, fundou em 1933 a empresa EKATO especializada em tecnologia de agitação e mistura em 1933
- 1980 Günter Victor Schulz, conhecido por seu trabalho no campo da química macromolecular e por uma compreensão fundamental da distribuição de peso molecular de polímeros (distribuição de Schulz-Flory)
- 1982 Heinz Gerischer, conhecido por seus trabalhos na área de eletroquímica de metais e semicondutores, incluindo efeitos fotoquímicos
- 1982 Gerhard Pahl, conhecido por seus trabalhos na área de metodologia de construção e pesquisa de corrosão
- 1985 Ulrich Grigull, conhecido por sua investigação da transferência de calor através de metais líquidos e um especialista internacionalmente reconhecido nas propriedades termodinâmicas do vapor de água
- 1985 Hans-Jürgen Rehm, conhecido por sua pesquisa sobre a decomposição de hidrocarbonetos por microorganismos
- 1988 Gottfried Kremer, ex-membro do conselho da Leuna-Werke AG, membro do conselho da DECHEMA
- 1988 Franz-Walter Schumann, economista de negócios
- 1988 Ernst-Ludwig Winnacker, membro da Comissão Bundestag Enquête sobre as oportunidades e riscos da engenharia genética
- 1991 Hans-Jürgen Engell, diretor do Max-Planck-Institut für Eisenforschung por muitos anos
- 1991 Kurt Hedden, professor do Instituto Engler-Bunte de Gás, Petróleo e Carvão da Universidade de Karlsruhe (TH)
- 1991 Eric H. Houwink, conhecido por seu trabalho pioneiro no campo da biotecnologia
- 1991 Günter Lipphardt, ex-membro do conselho da DECHEMA
- 1994 Hanns Hofmann, conhecido por suas contribuições para a engenharia de reações químicas, modelagem de reatores e desenvolvimento de catalisadores
- 1994 Kurt Leschonski, conhecido por suas contribuições para a tecnologia ambiental
- 1994 Paul Präve, conhecido por seu trabalho no campo da biotecnologia
- 1997 Karl Schügerl, conhecido por suas notáveis realizações científicas como um especialista internacionalmente conhecido em biotecnologia
- 1997 Heinz Georg Wagner, conhecido por dar contribuições decisivas no campo da cinética do gás e das reações de combustão, especialmente sob o aspecto da formação de fuligem
- 1997 Gerhard Wegner, fundador do Instituto Max Planck de Pesquisas Sobre Polímeros e da Escola de Pesquisa Max Planck para Ciência de Polímeros (IMPRS-PMS)
- 1999 Gerd Sandstede, trabalhos pioneiros em pesquisa e desenvolvimento de células de combustível na Alemanha, diretor de pesquisa de longa data do Instituto Battelle em Frankfurt am Main, Grande Cruz do Mérito da República Federal da Alemanha
- 2001 Wilhelm Keim, conhecido por suas contribuições para a catálise homogênea e o Shell Higher Olefin Process; por muitos anos chefe do Instituto de Química Técnica e Petroquímica da RWTH Aachen
- 2002 Ulrich Draugelates, conhecido por seu trabalho na área de materiais e tecnologia de aparelhos
- 2002 Volker Pilz, excelente serviço para o desenvolvimento de materiais e tecnologia de aparelhos
- 2003 Matthias Bohnet, conhecido por seu trabalho na área de engenharia de processos mecânicos
- 2004 Utz-Hellmuth Felcht, ex-porta-voz do conselho de administração da Degussa, até 1998 membro do conselho de administração da Hoechst AG
- 2006 Gerhard Emig, conhecido por seu trabalho na área de engenharia de reação de catálise heterogênea de reações em fase gasosa e modelagem de reatores
- 2006 Wolfram Wagner, conhecido por seu trabalho na área de engenharia de processos
- 2008 Alfred Pühler, por seus serviços para o desenvolvimento contínuo das atividades de biotecnologia da DECHEMA
- 2010 Joachim Heitbaum, por seus serviços à eletroquímica técnica
- 2014 Reinhard Zellner, por seu compromisso com a produção sustentável, no campo da proteção climática bem como atmosférica
- 2016 Aldo Belloni, por seu compromisso com os comitês DECHEMA[1]
- 2016 Rüdiger Iden, por seu trabalho em nanotecnologia química[1]
- 2018 Thomas Bley, por seus serviços à comunidade de engenharia de bioprocessos[2]
- 2020 Elias Klemm, por seus serviços especiais para engenharia de reação[3]
- 2021 Hansjörg Hauser, por suas realizações no campo da tecnologia de cultura de células,[4] Thomas Scheper por seu extraordinário compromisso nos campos da DECHEMA[5]